# Kiyoshi Shiga
Kiyoshi Shiga (Sendai, 7 febbraio 1871 – Tokyo, 25 gennaio 1957) è stato un batteriologo giapponese.
Scoprì nel 1898 il bacillo della dissenteria (chiamato Shigella) e introdusse il siero antidissenterico.

## Biografia
Shiga è nato a Sendai, nella prefettura di Miyagi, anche se il suo nome di famiglia originale era Satō. Si laureò alla facoltà di medicina dell'Università imperiale di Tokyo - nel 1896 - e andò a lavorare presso l'Istituto per lo studio delle malattie infettive sotto la guida del dottor Kitasato Shibasaburō.
Divenne famoso per la scoperta di Shigella dysenteriae: l'organismo che provoca dissenteria - nel 1897, durante una grave epidemia in cui furono riportati più di 90.000 casi, con un tasso di mortalità che si avvicinava al 30%. Il batterio Shigella prese il nome da colui che l'aveva scoperto - come anche la tossina di Shiga, che viene prodotta dal batterio.
Dopo la scoperta di Shigella, Shiga lavorò con Paul Ehrlich, in Germania, dal 1901 al 1905. Dopo essere tornato in Giappone, riprese lo studio delle malattie infettive con il Kitasato. Divenne professore alla Università Keio nel 1920.
Dal 1929 al 1931, Shiga fu presidente dell'Università Imperiale Keijō - a Keijo (Seoul) - e consigliere medico senior del Governatore Generale giapponese della Corea. Shiga ricevette l'Ordine della Cultura nel 1944. Gli fu anche assegnato l'Ordine del Tesoro Sacro, 1ª classe, alla sua morte nel 1957.

### Scoperta diShigella dysenteriae

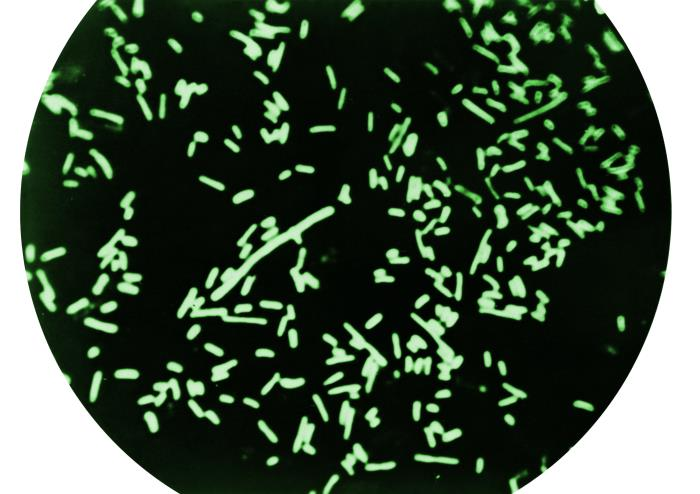
Microscopia in campo scuro della coltura di Shigella dysenteriae

Dopo essersi diplomato alla scuola di medicina dell'Università Imperiale di Tokyo, Kiyoshi Shiga ha iniziato la sua carriera come assistente di Kitasato Shibasaburō presso l'Istituto per lo Studio delle Malattie Infettive. Mentre studiavano molte malattie infettive dell'epoca, Kitasato e i suoi colleghi, tra cui Shiga, si concentrarono sulla scoperta del microrganismo che causò l'epidemia di dissenteria nel 1897.  Nel 1898, Shiga fu in grado di isolare e identificare il microrganismo che causava l'infezione studiando i pazienti che avevano la dissenteria e seguendo i postulati di Koch. Usando i metodi di colorazione, Shiga è stato in grado di dedurre ulteriormente che il microrganismo che causa la dissenteria era un bacillo Gram-negativo. Kiyoshi Shiga inizialmente chiamò il batterio Bacillus dysenteriae, ma il nome fu poi cambiato in Shigella dysenteriae come tributo a Kiyoshi Shiga. 
La scoperta del bacillo gram-negativo ha portato all'identificazione di altre specie di batteri con caratteristiche simili. Queste specie di batteri sono classificate nel genere Shigella. Le specie di Shigella sono ulteriormente separate da sierogruppi che rappresentano diversi sierotipi. ulteriori studi sui batteri S. dysenteriae, Shiga è stato in grado di scoprire la tossina di Shiga che è prodotta dall'organismo. Con questa nuova scoperta, Shiga ha tentato di fare un vaccino dalla tossina. Ha testato nel suo primo tentativo un vaccino contro il ceppo di S. dysenteriae ucciso dal calore, su se stesso che si è rivelato inefficace e ha causato gravi complicazioni. Kiyoshi Shiga ha continuato i suoi sforzi e ha creato un vaccino di immunizzazione passiva basato sul siero di cavallo. Le prove non hanno mostrato risultati benefici o immunità all'infezione. Queste battute d'arresto hanno portato Shiga a interrompere qualsiasi ulteriore sperimentazione o produzione di un vaccino a base di tossina Shiga.